# Kiyoshi Tomizawa
Kiyoshi Tomizawa, född 3 december 1943 i Shizuoka prefektur, Japan, är en japansk tidigare fotbollsspelare.
Han blev olympisk bronsmedaljör i fotboll vid sommarspelen 1968 i Mexico City.